# آلبرت اندرشون
آلبرت اندرشون (انگلیسی: Albert Andersson; ۲۵ آوریل ۱۹۰۲ – ۵ مارس ۱۹۷۷) ژیمناست هنری، دونده دو با مانع و ورزشکار ده‌گانه اهل سوئد بود.